# The House That Jerry Built
The House That Jerry Built è un cortometraggio muto del 1913 diretto da Frank Wilson.

## Trama
Jerry costruisce una casa durante uno sciopero ma, quando si rifiutano di pagargli il lavoro, lui la demolisce.

## Produzione
Il film fu prodotto dalla Hepworth.

## Distribuzione
Distribuito dalla Hepworth, il film - un cortometraggio di 205,74 metri - uscì nelle sale cinematografiche britanniche nel marzo 1913.
Si conoscono pochi dati del film che, prodotto dalla Hepworth, fu distrutto nel 1924 dallo stesso produttore, Cecil M. Hepworth. Fallito, in gravissime difficoltà finanziarie, il produttore pensò in questo modo di poter almeno recuperare il nitrato d'argento della pellicola.